# Cycloctenus fugax
Cycloctenus fugax is een spinnensoort in de taxonomische indeling van de Deinopidae.
Het dier behoort tot het geslacht Cycloctenus. De wetenschappelijke naam van de soort werd voor het eerst geldig gepubliceerd in 1890 door Goyen.